# Escuts i banderes del Baix Empordà
Els escuts i banderes del Baix Empordà són el conjunt de símbols que representen els municipis d'aquesta comarca.
En aquest article s'hi inclouen els escuts i les banderes oficialitzats per la Generalitat des del 1981, concretament per la Conselleria de Governació, que en té la competència.
Pel que fa als escuts comarcals, cal dir que s'han creat expressament per representar els Consells i, per extensió, són el símbol de tota la comarca. Aquest no és el cas del Baix Empordà, on no trobem cap emblema heràldic que representi la comarca.
No tenen escut ni bandera oficials els municipis de Cruïlles, Monells i Sant Sadurní de l'Heura, Garrigoles, Santa Cristina d'Aro i Vilopriu.

## Escuts oficials

Albons Aprovat el 30 d'octubre de 1992.
Begur Publicat al DOGC el 17 de setembre de 1993.
Bellcaire d'Empordà Publicat al DOGC el 6 d'abril de 2010
la Bisbal d'Empordà Aprovat el 2 de setembre de 1992.
Calonge i Sant Antoni Aprovat el 28 de setembre de 1984.
Castell d'Aro, Platja d'Aro i s'Agaró Publicat al DOGC el 2 de novembre de 2023.
Colomers Aprovat el 28 de setembre de 1984.
Corçà Aprovat el 19 de setembre del 2000[8] i modificat el 18 de juny del 2014.
EMD de l'Estartit Aprovat el 9 de gener de 2023.
Foixà Aprovat el 27 de desembre del 2000.
Fontanilles Publicat al DOGC el 3 d'octubre de 2005.
Forallac Aprovat el 21 de maig de 1998.
Gualta Aprovat el 18 de febrer del 2004.
Jafre Publicat al DOGC el 25 de setembre de 2012.
Mont-ras Aprovat el 7 d'octubre de 1991.
Palafrugell Aprovat el 6 de juliol del 2004.
Palamós Aprovat el 29 de maig de 1989.
Palau-sator Publicada al DOGC el 12 de febrer de 2008.
Pals Publicat al DOGC el 9 de juliol de 2012.
Parlavà Aprovat el 9 d'octubre de 1995.
la Pera Aprovat el 7 d'octubre de 1991.
Regencós Aprovat el 25 de febrer de 1997.
Rupià Publicat al DOGC el 28 de gener del 2005.
Sant Feliu de Guíxols Aprovat el 7 de juliol de 1983.
Serra de Daró Aprovat el 21 de juny del 1995.
la Tallada d'Empordà Aprovat el 28 de setembre de 1984.
Torrent Aprovat el 22 de setembre de 1995.
Torroella de Montgrí Aprovat el 2 d'abril de 1993.
Ullà Aprovat el 28 de maig de 1984.
Ullastret Aprovat l'11 de febrer de 2014.
Ultramort Aprovat el 7 d'octubre de 1997.
Vall-llobrega Aprovat el 12 de maig de 1982.
Verges Publicat al DOGC el 6 de març de 1996.

## Banderes oficials

Albons Publicada al DOGC el 25 de gener de 1995.
Begur Aprovada el 8 d'octubre de 2002.
la Bisbal d'Empordà Publicada al DOGC el 18 de desembre de 1992.
Corçà Publicada al DOGC el 21 de maig de 2015.
Foixà Publicada al DOGC el 27 de juny de 2006.
Forallac Publicada al DOGC el 26 de novembre de 1999.
Gualta Publicada al DOGC el 6 d'abril de 2009.
Mont-ras Publicada al DOGC el 9 d'agost de 2000.
Palafrugell Publicada al DOGC el 20 de setembre de 2005.
Palau-sator Publicada al DOGC el 28 de desembre de 1998.
Pals Publicada al DOGC el 28 de febrer de 2013.
Parlavà Publicada al DOGC el 17 d'octubre de 2007.
Regencós Publicada al DOGC el 23 de setembre de 1999.
Sant Feliu de Guíxols Publicada al DOGC el 15 de maig de 1992.
Serra de Daró Publicada al DOGC el 31 de març del 2000.
la Tallada d'Empordà Publicada al DOGC el 31 de gener de 1990.
Torrent Publicada al DOGC el 6 d'abril de 1999.
Torroella de Montgrí Publicada al DOGC el 27 de gener de 1995.
Ullà Publicada al DOGC el 4 d'abril de 2006.
Ullastret Publicada al DOGC el 21 desembre de 2018.
Ultramort Publicada al DOGC el 28 d'octubre de 2004.
Vall-llobrega Publicada al DOGC el 14 de febrer de 1994.
Verges Publicada al DOGC el 28 d'octubre de 2004.